# Stensjön (Nordmalings socken, Ångermanland)
Stensjön är en sjö i Nordmalings kommun i Ångermanland och ingår i Lögdeälvens huvudavrinningsområde.